# Завод суперфосфату у Валенсії (Faquisa)
Завод суперфосфату у Валенсії (Faquisa) — колишній виробничий майданчик на сході Іспанії, що належав компанії Fábricas Químicas SA (Faquisa).
На початку 20 століття валенсійський бізнесмен Хосе Антоніо Ногера узявся за імпорт добрив — природних (гуано) з Алжиру та хімічних з Марселю. Тим часом в Іспанії почався бум виробництва фосфорного добрива — суперфосфату, чому сприяла географічна близькість до фосфоритів Марокко та великий ресурс піритів в іспанській провінції Уельва (шляхом спалювання піритів отримували сульфатну кислоту, за допомогою якої надалі розкладали фосфорити з отриманням суперфосфату), як наслідок, в 1910-му заснували компанію Jose Antonio Noguera SA, що також взялась за виробництво суперфосфату. Згодом її перейменували на Fábricas Químicas SA (Faquisa).
Станом на середину 1950-х завод Faquisa міг виробляти 60 тисяч тонн суперфосфату на рік. Також він самостійно виробляв сульфатну кислоту.
У 1963-му Faquisa була поглинена компанією Industrias Químicas Canarias (INDUCA), яка володіла виробництвом суперфосфату на острові Тенерифе. Є відомості, що в 1970-му INDUCA розпочала у Валенсії виробництво комплексних добрив.
У 1980-х іспанська промисловість добрив потрапила у кризу, що призвело до закриття цілого ряду підприємств. Станом на 1984-й діяльність майданчика INDUCA у Валенсії вже зупинили.